# Snettisham
Snettisham ist ein Dorf an der Nordseeküste von Norfolk in England, im Distrikt King’s Lynn and West Norfolk. Im Jahr 2001 zählte es 2374 Einwohner. Im Westen befindet sich das Naturschutzgebiet RSPB Snettisham der Royal Society for the Protection of Birds. Im Süden fließt der Bach Ingol.
In den Jahren 1948, 1950 und 1989 wurden insgesamt elf Horte aus der späten Eisenzeit gefunden, die nach dem Dorf benannten Snettisham-Horte.

## Der Torques
Der große Torques von Snettisham (englisch Snettisham Great Torc) ist ein Halsring aus der Eisenzeit, aus Elektron aus dem 1. Jahrhundert v. Chr. Es ist eines der schönsten Stücke früher keltischer Kunst im britisch-keltischen Stil. Es ist das spektakulärste Objekt im Snettisham-Hort der 1950 in der Nähe des Dorfes gefunden wurde. Der perfekt intakte Torque zeichnet sich durch hohe handwerkliche Qualität und hervorragende Kunstfertigkeit aus. Bald nach seiner Entdeckung wurde es vom British Museum erworben.

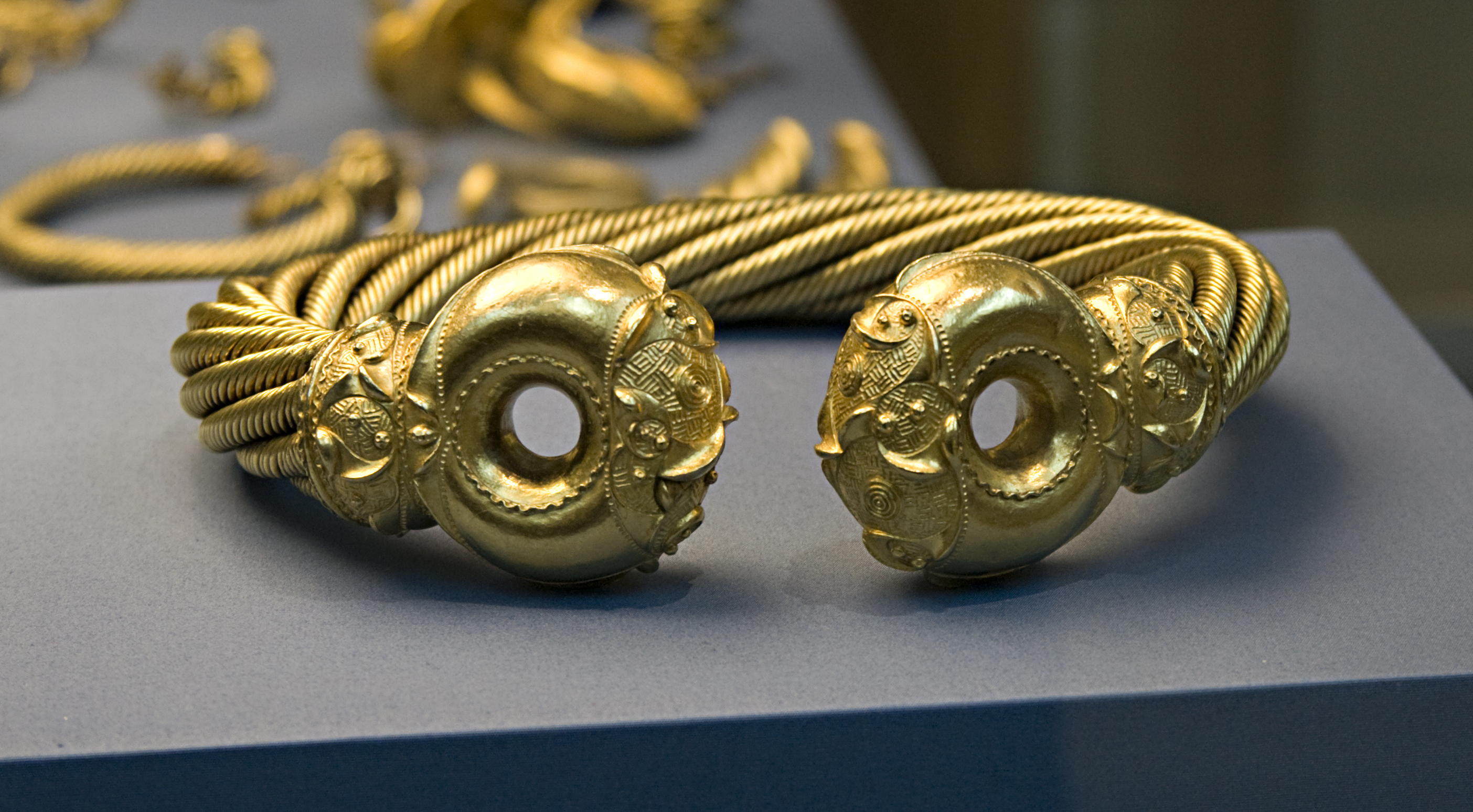
Torques von Snettisham